# Иванчевски правопис
Иванчевският правопис е името, давано понякога на първия официален български правопис, въведен с наредба на министъра на народното просвещение Тодор Иванчов през 1899 г. Той остава в сила до въвеждането на Омарчевския правопис през 1921 година, а през 1923 година, с известни изменения, е възстановен в основните си положения и действа до Комунистическата правописна реформа от 1945 година.

## Основни положения
Иванчевският правопис, наричан понякога Дриновско-Иванчевски, е поправка на Дриновския правопис и се характеризира с/ъс:
- Буква ь се пише в/ъв:
  - съществителни имена от женски род, които завършват на писмена съгласна: кость и др.
  - всички съществителни имена от мъжки род, които получават мека членна форма: день, зеть, конь, краль, лакъть, нокъть, огънь, пѫть, сънь, царь, цесарь; в това число и деятелните от мъжки род, завършващи на -арь и -тель: млѣкарь, учитель и т.н.
  - всички думи от мъжки род, които в женски род окончават на -я: синь-синя.
  - числителните от пет до десет и техните производни: петь, шесть, седемь, осемь, деветь, десеть и пр.
  - някои слова, като: Господь, сирѣчь, тоесть.
  - При всички останали думи от мъжки род ед. ч. се пише в краесловие „ъ“.
- Буква ѫ се пише в:
  - корени на думи, в които се пада етимологично: вѫбелъ, кѫдѣ, кѫсъ, кѫтъ, кѫща, мѫжъ и т.н.
  - спомагателния глагол за трето лице мн. ч.: „(тѣ) сѫ“.
- Буква ят (ѣ) се пише в/ъв:
  - корени на думи: бдѣние, дѣте, желѣзо, лѣсь, млѣко, пѣсень, рѣка, сѣме, тѣло, цѣна и пр.
  - глаголите, които завършват на -ее и -ея: вѣе, лѣе, пѣе, сѣе, смѣе, вѣя, лѣя, пѣя, сѣя, смѣя.
  - формите за минало свършено и минало несвършено време и в производните им причастия: берѣхъ-берѣше-берѣлъ, видѣхъ-видѣ- видѣлъ, успѣхъ-успѣ-успѣлъ и др.
  - формите за мн. ч. на повелително наклонение: „Не сѫдѣте, да не бѫдете сѫдени!“.
  - края на наречията, завършващи на -е: вкратцѣ, горѣ, добрѣ, доклѣ, доколѣ, дѣ, дѣто, зимѣ, кѫдѣ, лѣтѣ, нѣкѫдѣ, отдирѣ, отклѣ, отколѣ, подирѣ, попѫтѣ, послѣ, сетнѣ, утрѣ и др., с изключение на: още, въобще, поне, иначе, повече, вече, хеле, всуе, свише и на частицата „не“.
  - формите на местоименията: тѣ, тѣзи, тѣзъ, тѣмъ, тѣхъ, онѣзи, онѣзъ, както и в техните производни.
  - завършека на формите от старото двойствено число: двѣ, колѣнѣ, крилѣ, мѫдѣ, нозѣ, раменѣ, рѫцѣ.
  - несвършения вид на глаголите: лѣгамъ (,но да легна), сѣдамъ (,но да седна) и т.н.
  - Ят не се пише след: ж, ч, ш, и, след друга гласна и в началото на думи (заради това думите ѣмъ, ѣзда и сродните им се пишат съответно с е и я).
- Етимологично писане на думи, като: гостба (от гост), масть, нужденъ (от нужда), праздникъ (от праз(д)ен), сърдце (от сърдечен).
- Писане на окончанията на глаголите от първо и второ спр., първо лице единствено число и трето лице множествено число с -а и -я.
- Представките без-, въз-, из-, раз- се пишат само със звучната съгласна з.
- Подвижно ъ в групите ър/ръ и ъл/лъ.
- Наставката на отглаголните съществителни се пише -не, а не -нье.
- Писане на двойно н само ако прилагателното в мъжки род окончава на -нен.
- Чуждите думи на български език се предават с единични съгласни: територия, класъ и т.н.
- Месеците, завършващи по днешному на -и се пишат с окончание -ий: Юний, Юлий и др.
- Членуване:
  - при съществителните и прилагателните от мъжки род ед. ч. се използва синтактично правило за писане на пълен и кратък член: домъ-домътъ-дома, конь-коньтъ-коня, добъръ-добриятъ-добрия.
  - при съществителните от женски род ед. ч. се пише -ьта/-та: кость-костьта, жена-жената.
  - при съществителните от мн. ч. се пише -тѣ: мѫжетѣ, женитѣ, конетѣ.